# Gein (rivière)
Pour les articles homonymes, voir Gein.
Le Gein est une petite rivière néerlandaise des provinces de Hollande-Septentrionale et d'Utrecht, au sud-est d'Amsterdam. Sa longueur est d'environ 6 km.

## Géographie
Le Gein coule entre les villages de Driemond (commune d'Amsterdam) et d'Abcoude (commune de De Ronde Venen). Il relie le Gaasp à l'Angstel et se situe à l'ouest du canal d'Amsterdam au Rhin. Au croisement avec le chemin de fer entre Amsterdam et Utrecht, le Gein passe par un aqueduc qui remplace l'ancien pont levant.
Le Gein traverse la ligne de défense d'Amsterdam dont il fait partie. Ses rives accueillent deux moulins à vent. L'un des quartiers du sud-est d'Amsterdam, ainsi qu'une station de métro (terminus des lignes 50 et 54), sont nommés d'après la rivière.

## Culture
Le peintre Piet Mondrian (1872-1944) s'intéresse au début de sa carrière au Gein, dont il peint les paysages et bâtiments environnants à plusieurs reprises avant son tournant résolu vers l'abstraction.

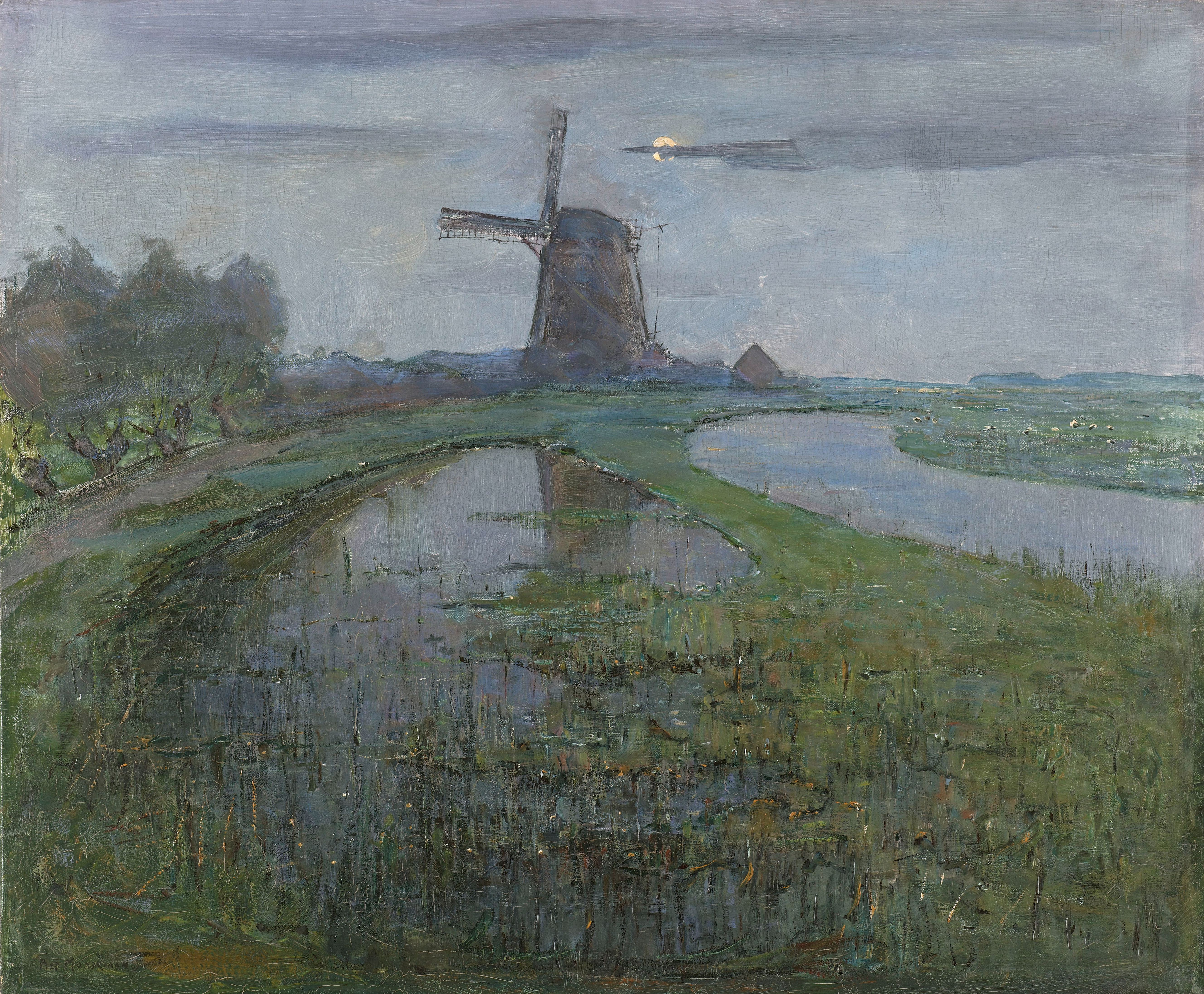
Le Gein par Mondrian vers 1903.
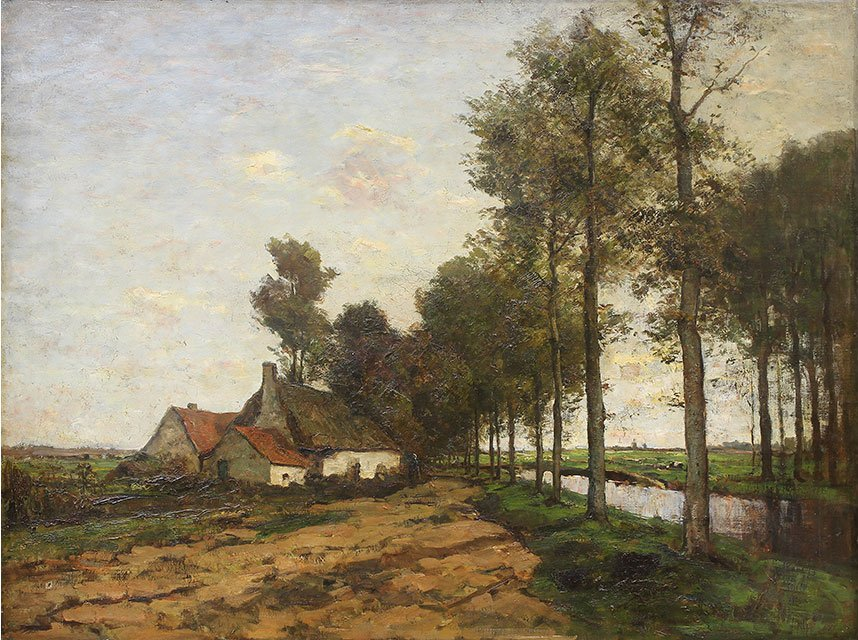
Le Gein par Mondrian vers 1905.
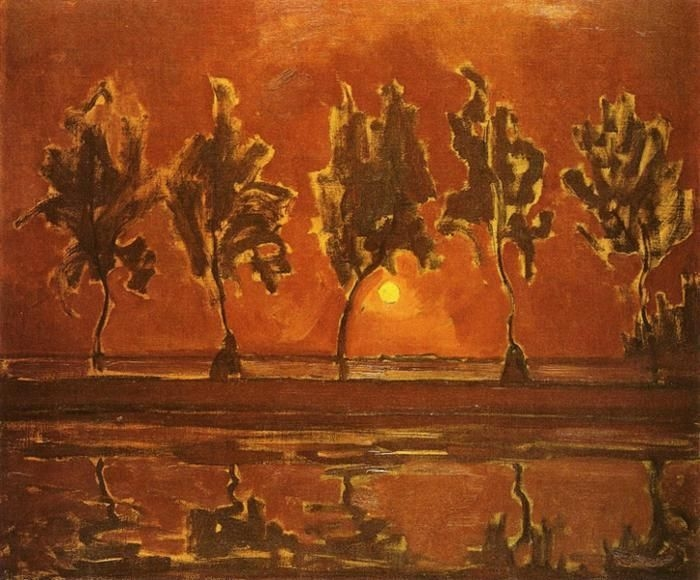
Le Gein par Mondrian en 1907.

## Source
- (nl) Cet article est partiellement ou en totalité issu de l’article de Wikipédia en néerlandais intitulé « Gein (rivier) » (voir la liste des auteurs).